# Michael Bochtler
Michael Bochtler (* 15. Oktober 1975 in Ulm) ist ein ehemaliger deutscher Fußballspieler und aktueller -trainer.

## Karriere
Bochtler bestritt insgesamt 54 Bundesliga-Spiele für den VfB Stuttgart und den FC St. Pauli sowie 127 Spiele in der Fußball-Regionalliga für den VfR Aalen, den FC Nöttingen und den FC Carl Zeiss Jena.
Zwischen 1993 und 1996 spielte Bochtler beim VfB Stuttgart. In der Saison 1996/97 war er auf Leihbasis für den FC St. Pauli aktiv, danach wieder für Stuttgart. Im Januar 1998 wechselte er für zweieinhalb Jahre zum SK Sturm Graz. 2000 bis 2004 spielte er für den VfR Aalen, in der Saison 2004/05 beim FC Nöttingen und beendete seine Karriere in der Saison 2005/06 bei Carl Zeiss Jena.
1992 wurde er als Spieler des SSV Ulm mit der deutschen U-16-Auswahl auf Zypern U-16-Europameister, 1994 mit der U-18-Auswahl in Portugal Zweiter der Europameisterschaft, nachdem das Endspiel in Merida mit 1:4 nach Elfmeterschießen gegen den Gastgeber verloren wurde. Zwischen 1996 und 1998 bestritt er elf Länderspiele für die U-21-Nationalmannschaft. Er debütierte am 23. April 1996 in Sittard beim 2:0-Sieg gegen den niederländischen Gastgeber. Am 9. September 1997 erzielte er beim 7:0-Sieg in Solingen gegen die Auswahl Armeniens, im Rahmen der Qualifikation zur Europameisterschaft 1998, sein einziges Länderspieltor.
Nachdem er von 2008 bis 2012 die Herrenmannschaft des TSF Ludwigsfeld trainierte, ist er seit 2012 als Cheftrainer des Herrenteams von TSG Ehingen 1848 aktiv.